# Johannes Berging

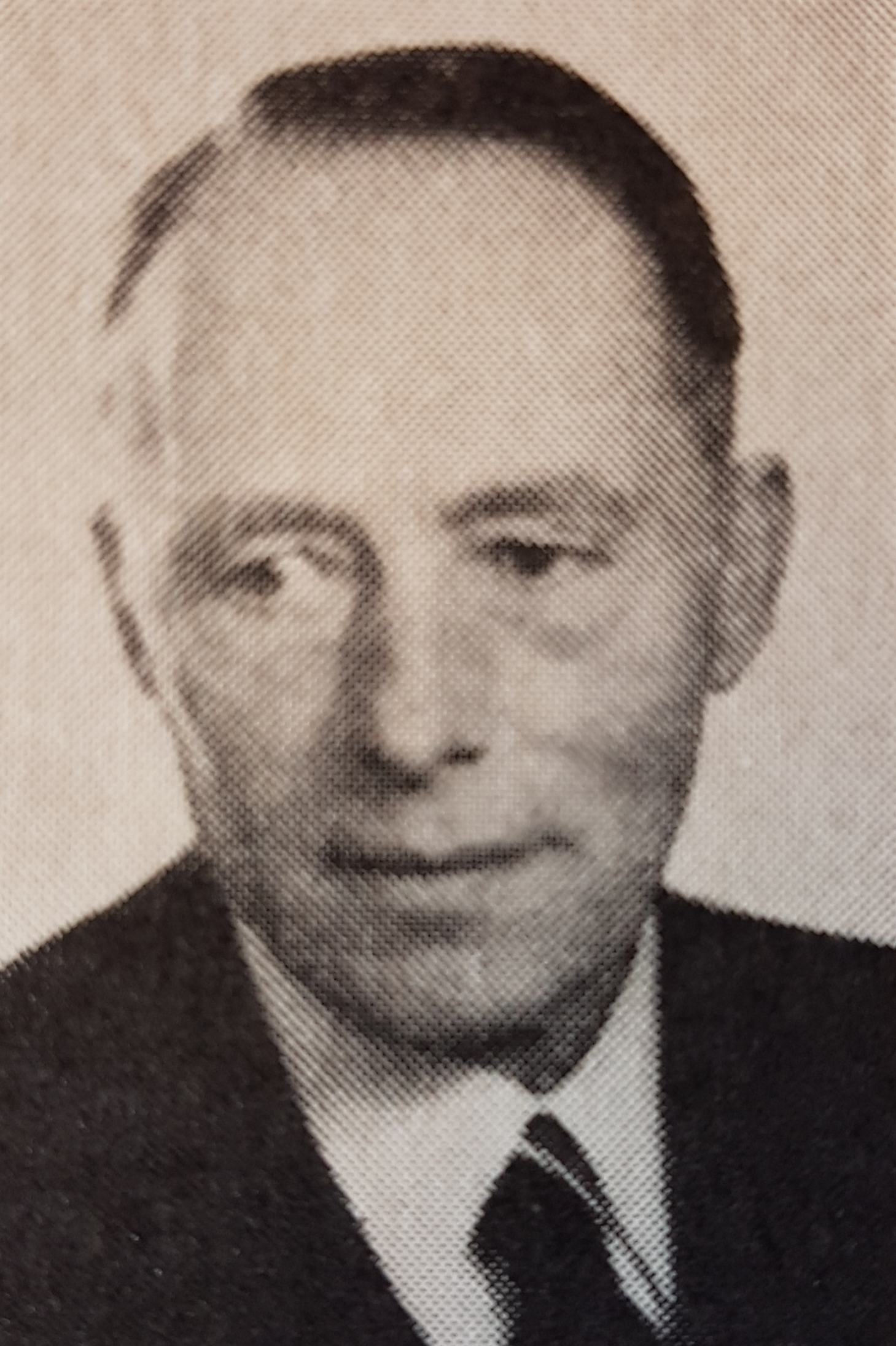
Johannes Berging

Johannes Bernhard Berging, född 17 november 1885 i Handsjön i Rätans församling i Jämtland, död 18 februari 1963 i Rörön i Bergs församling, var en svensk målare.
Han var son till hemmansägaren Olof Larsson och Brita Jönsson samt från 1916 gift med Linnea Eriksson. Berging studerade konst privat för olika konstnärer 1911–1913 och vid Althins målarskola 1913–1914 samt genom självstudier under resor till bland annat Italien. Separat ställde han i Östersund och han medverkade regelbundet i samlingsutställningar på länsmuseet i Östersund samt med Sällskapet för jämtländsk konstkultur. Berging är representerad vid Jämtlands läns museum i Östersund.